# Lista de episódios de Pokémon: Master Journeys
Pokémon Master Journeys: The Series (ポケモン・マスター・ジャーニーズ：ザ・シリーズ, Pokémon Masutā Jānīzu: Za Shirīzu), é a vigésima quarta temporada da série animada Pokémon, e a segunda temporada de Pokémon Journeys: The Series, conhecido no Japão como Pocket Monsters (ポケットモンスター, Poketto Monsutā). A temporada estreou no Japão em 11 de dezembro de 2020 na TV Tokyo, e na Coreia do Sul em 5 de maio de 2021 em Tooniverse. Distribuição international em mercados selecionados está programado para um lançamento "Verão 2021", com mercados adicionais a seguir no final do ano. No Canadá, estreou no canal  Teletoon em 12 de junho de 2021, e Télétoon no Julho de 2021. Nos Estados Unidos, estreou com 12 primeiros episódios em 10 de setembro de 2021, teve novos episódios que exibiram entre 21 de janeiro e 26 de maio de 2022, no streaming Netflix, com opção do idioma inglês e espanhol latino. Em Portugal, foi exibido em 15 de novembro de 2021, no canal Panda Kids. Nos Estados Unidos, foi exibido em 2 de dezembro de 2021, exclusivamente no streaming Netflix, com opção do idioma português brasileiro. No Brasil e na América Latina, foi exibido com 12 primeiros episódios em 28 de janeiro de 2022 e terminou em 8 de julho de 2022, na Netflix; substituindo canal Cartoon Network, que exibiu em setembro de 2021. Esta temporada continua as aventuras da bolsa de pesquisa de Ash Ketchum e Goh (e às vezes Chloe Cerise) enquanto viajam por todas as oito regiões (incluindo a nova região de Galar de Pokémon Sword e Shield) baseado no Laboratório Cerise em Vermillion City na região de Kanto. No Brasil, a temporada foi nomeiada A Série Jornadas de Mestre Pokémon ou A Série Grandes Jornadas Pokémon e em Portugal, nomeiada Pokémon: Jornadas de Mestre

## Episódios
| EP#  | EP#   | Título em Português Brasileiro Título em Português Europeu Título Original | Datas de transmissão | Datas de transmissão                     |
| #    | #     | Título em Português Brasileiro Título em Português Europeu Título Original | Japão                | Brasil Portugal                          |
| ---- | ----- | --- | -------------------- | ---------------------------------------- |
| 1145 | PJ–01 | "Treinar, ou Não Treinar! (Brasil) Treinar ou Não Treinar? (Portugal)" "Koharu to Fushigina Fushigina Ībui! (コハルと不思議な不思議なイーブイ！)"                                                                                | 11/12/2020           | Netflix 28/01/2022 Panda Kids 15/11/2021 |
| 1146 | PJ–02 | "Uma Pitada Disso, Uma Pitada Daquilo! (Brasil) Uma Pitada Disto, Uma Pitada Daquilo! (Portugal)" "Gararu no Kaseki! Gatchanko! ! (ガラルの化石！がっちゃんこ！！)"                                                              | 8/1/2021             | Netflix 28/01/2022 Panda Kids 16/11/2021 |
| 1147 | PJ–03 | "Desafios de Um Mestre em Formação! (Brasil / Portugal)" "Kamonegi Ōinaru Shiren! (カモネギ大いなる試練！)" | 15/1/2021            | Netflix 28/01/2022 Panda Kids 17/11/2021 |
| 1148 | PJ–04 | "Como Afastar Pokémon de Uma Fazenda? (Brasil) Como Mantê-los Fora da Quinta? (Portugal)" "Nōgyō Taiken! Diguda wa Dokoda! ? (農業体験！ディグダはどこだ！？)"                                                                   | 22/1/2021            | Netflix 28/01/2022 Panda Kids 18/11/2021 |
| 1149 | PJ–05 | "Curando o Curandeiro! (Brasil / Portugal)" "Densetsu Getto! ? Mizu no Shugoshin Suikun o Sagase! ! (伝説ゲット！？水の守護神スイクンを探せ！！)"                                                                                | 29/1/2021            | Netflix 28/01/2022 Panda Kids 19/11/2021 |
| 1150 | PJ–06 | "Luzes, Câmera, Reação! (Brasil) Luzes, Câmara, Reação (Portugal)" "Messon in Posshiburu! (メッソン・イン・ポッシブル！)" | 5/2/2021             | Netflix 28/01/2022 Panda Kids 22/11/2021 |
| 1151 | PJ–07 | "A Viagem Para o Bosque Glimwood! (Brasil) O Conto de Ti e de Glimwood Tangle! (Portugal)" "Kimi to Ruminasumeizu no Mori no Monogatari (君とルミナスメイズの森の物語)"                                                          | 12/2/2021            | Netflix 28/01/2022 Panda Kids 23/11/2021 |
| 1152 | PJ–08 | "A Busca dos Cavaleiros! (Brasil) Em Busca da Cavalaria! (Portugal)" "Shiten'nō Ganpi! Kishi-dō no Yakata! ! (四天王ガンピ！騎士道の館！！)"                                                                                     | 19/2/2021            | Netflix 28/01/2022 Panda Kids 24/11/2021 |
| 1153 | PJ–09 | "Lembranças de Uma Bondade Calorosa! (Brasil) Recordações de Uma Gentileza Calorosa! (Portugal)" "Koi wa Kodakku (恋はコダック)"                                                                                                 | 26/2/2021            | Netflix 28/01/2022 Panda Kids 07/12/2021 |
| 1154 | PJ–10 | "Rolando Sem Parar... / De Olho no Objetivo! (Brasil) A Rebolar com Gulpin... / Olhos Postos na Meta! (Portugal)" "Panikku! Gokurin-kyū! ! / Kamon Kamukame Kame Rēsu! (パニック！ゴクリン球！！・カモンカムカメカメレース！)"   | 5/3/2021             | Netflix 28/01/2022 Panda Kids 08/12/2021 |
| 1155 | PJ–11 | "Quando Uma Casa Não é Um Lar! (Brasil / Portugal)" "Maigo no Sarunori! Torēnā wa Dareda? (迷子のサルノリ！トレーナーは誰だ！？)"                                                                                                | 12/3/2021            | Netflix 28/01/2022 Panda Kids 04/12/2021 |
| 1156 | PJ–12 | "Além da Cavalaria... Almejando Ser o Mestre Alho-Poró! (Brasil) Mais Além da Cavalaria... Aspirar a Ser Mestre Alho-Francês! (Portugal)" "Mezase Negimasutā! Tsuranuke Kishi Michi! ! (めざせネギマスター！つらぬけ騎士道！！)" | 19/3/2021            | Netflix 28/01/2022 Panda Kids 04/12/2021 |
| 1157 | PJ–13 | "Resolvemos Tudo Sorrindo! (Brasil) Sempre ao Dispor Com Um Sorriso! (Portugal)" "Omakase! Purasuru Mainan Benri-ya-san! ! (おまかせ！プラスルマイナン便利屋さん！！)"                                                           | 9/4/2021             | Netflix 29/04/2022 Panda Kids 04/12/2021 |
| 1158 | PJ–14 | "Respeitando Espaços! (Brasil) Demasiado Próximos ou Nem Por Isso! (Portugal)" "Jimejime Jimereon (じめじめジメレオン)" | 16/4/2021            | Netflix 29/04/2022 Panda Kids 05/12/2021 |
| 1159 | PJ–15 | "Na Terra, no Mar e Para o Futuro! (Brasil) Em Terra, no Mar e Rumo ao Futuro! (Portugal)" "Chōsen! Pokemon Marin Asurechikku! ! (挑戦！ポケモンマリンアスレチック！！)"                                                         | 23/4/2021            | Netflix 29/04/2022 Panda Kids 05/12/2021 |
| 1160 | PJ–16 | "Absol Absolvido! (Brasil) Absol Absolvida! (Portugal)" "Kirawareta Abusoru (嫌われたアブソル)" | 30/4/2021            | Netflix 29/04/2022 Panda Kids 05/12/2021 |
| 1161 | PJ–17 | "Embate de Titãs! (Brasil / Portugal)" "Doragon Batoru! Satoshi VS Airisu! ! (ドラゴンバトル！サトシVSアイリス！！)" | 7/5/2021             | Netflix 29/04/2022 Panda Kids 10/01/2022 |
| 1162 | PJ–18 | "Uma Flor na Escuridão! (Brasil) À Procura da Flor Branca! (Portugal)" "Furabebe no Shiroi Hana (フラベベの白い花)" | 14/5/2021            | Netflix 29/04/2022 Panda Kids 11/01/2022 |
| 1163 | PJ–19 | "Detetives Pela Verdade! (Brasil) Em Busca da Verdade! (Portugal)" "Yōgisha Pikachū! ? (容疑者ピカチュウ！？)" | 21/5/2021            | Netflix 29/04/2022 Panda Kids 12/01/2022 |
| 1164 | PJ–20 | "Conselho Para o Goh! (Brasil) Um Conselho Para Goh! (Portugal)" "Gō ni Raibaru! ? Myū e no Michi! (ゴウにライバル！？ミュウへの道！)"                                                                                           | 28/5/2021            | Netflix 29/04/2022 Panda Kids 13/01/2022 |
| 1165 | PJ–21 | "Missão de Resistência! (Brasil) A Fazer Recados! (Portugal)" "Hajimete no Otsukai Mimamoritai! (はじめてのおつかい見守りたいっ！)"                                                                                              | 4/6/2021             | Netflix 29/04/2022 Panda Kids 14/01/2022 |
| 1166 | PJ–22 | "Por Favor, Peguem a Minha Ladra! (Brasil) Levem o Meu Ladrão, Por Favor! (Portugal)" "Onegai! Morupeko Getto Shite! ! (おねがい！モルペコゲットして！！)"                                                                       | 11/6/2021            | Netflix 29/04/2022 Panda Kids 17/01/2022 |
| 1167 | PJ–23 | "Saltando Para o Sonho! (Brasil) Um Salto Rumo ao Sonho! (Portugal)" "Rettsu Gō! Purojekuto Myū! ! (レッツゴー！プロジェクト・ミュウ！！)"                                                                                       | 18/6/2021            | Netflix 29/04/2022 Panda Kids 18/01/2022 |
| 1168 | PJ–24 | "Todos Trocados no Subsolo! (Brasil) Está Tudo Trocado no Subsolo! (Portugal)" "Chika Meikyū Shaffuru Panikku! ? (地下迷宮シャッフルパニック！？)"                                                                               | 25/6/2021            | Netflix 29/04/2022 Panda Kids 19/01/2022 |
| 1169 | PJ–25 | "Vivendo a Vida Como Capitão! (Brasil) Tudo a Postos, General! (Portugal)" "Pikachū Taichō! Susume Tairētsu! ! (ピカチュウ隊長！進めタイレーツ！！)"                                                                             | 16/7/2021            | Netflix 29/04/2022 Panda Kids 03/03/2022 |
| 1170 | PJ–26 | "Pesadelos ao Anoitecer! (Brasil) Ao Anoitecer... Pesadelos! (Portugal)" "Dākurai Manatsu no Yo no Yume (ダークライ真夏の夜の夢)"                                                                                                | 23/7/2021            | Netflix 29/04/2022 Panda Kids 04/03/2022 |
| 1171 | PJ–27 | "A Luz de Uma Noite de Verão! (Brasil) Luz de Uma Noite de Verão! (Portugal)" "Kureseria Manatsu no Yo no Hikari (クレセリア真夏の夜の光)"                                                                                       | 30/7/2021            | Netflix 29/04/2022 Panda Kids 23/03/2022 |
| 1172 | PJ–28 | "Dar Tudo, Sempre! (Portugal)" "Zenryoku! Arōra Mujintō Rēsu! ! (ゼンリョク！アローラ無人島レース！！)" | 13/8/2021            | Netflix 08/07/2022 Panda Kids 24/03/2022 |
| 1173 | PJ–29 | "Ultraempolgante Desde o Início Eletrizante! (Portugal)" "Chō Denji Haipā Kurasu Batoru! (超電磁ハイパークラスバトル！)" | 20/8/2021            | Netflix 08/07/2022 Panda Kids 25/03/2022 |
| 1174 | PJ–30 | "Detetive Drizzile! (Portugal)" "Nerawareta Sakuragi Kenkyūjo! (狙われたサクラギ研究所！)" | 27/8/2021            | Netflix 08/07/2022 Panda Kids 28/03/2022 |
| 1175 | PJ–31 | "Noite e Dia, Vocês São os Tais! (Portugal)" "Tsuki to Taiyō, Koharu to Haruhi (月と太陽、コハルとハルヒ)" | 3/9/2021             | Netflix 08/07/2022 Panda Kids 29/03/2022 |
| 1176 | PJ–32 | "O Desafio das Escamas Douradas! (Portugal)" "Toraiaru Misshon! Urugamosu Ōgon no Rinpun! ! (トライアルミッション！ウルガモス黄金の鱗粉！！)"                                                                                    | 10/9/2021            | Netflix 08/07/2022 Panda Kids 30/03/2022 |
| 1177 | PJ–33 | "A Loucura do Azul! (Portugal)" "Gekitotsu? Ao Pokemania! (激突！？青ポケマニア！)" | 17/9/2021            | Netflix 08/07/2022 Panda Kids 23/05/2022 |
| 1178 | PJ–34 | "O Doce Sabor de Um Combate! (Portugal)" "Mahoippu no Ama〜i Batoru! ? (マホイップの甘〜いバトル！？)" | 1/10/2021            | Netflix 08/07/2022 Panda Kids 24/05/2022 |
| 1179 | PJ–35 | "Uma Estrelinha no Céu! (Portugal)" "O Hoshi-sama ni Natta Pyi (お星さまになったピィ)" | 8/10/2021            | Netflix 08/07/2022 Panda Kids 25/05/2022 |
| 1180 | PJ–36 | "Uma Aventura de Megaproporções! (Portugal)" "Rukarionaito! Mega Tōdai Bōken! ! (ルカリオナイト！メガ島大冒険！！)" | 22/10/2021           | Netflix 08/07/2022 Panda Kids 26/05/2022 |
| 1181 | PJ–37 | "Terceiro Combate Com Bia! (Portugal)" "Raibaru Taiketsu! Satoshi VS Saitou! ! (ライバル対決！サトシVSサイトウ！！)" | 29/10/2021           | Netflix 08/07/2022 Panda Kids 27/05/2022 |
| 1182 | PJ–38 | "Um Combate de Mega Contra Max! (Portugal)" "Megashinka vs Kyodaimakkusu (メガシンカ対キョダイマックス)" | 5/11/2021            | Netflix 08/07/2022 Panda Kids 30/05/2022 |
| 1183 | PJ–39 | "Quebrar o Gelo! (Portugal)" "Kōri no Joō to Gureishia (氷の女王とグレイシア)" | 12/11/2021           | Netflix 08/07/2022 Panda Kids 31/05/2022 |
| 1184 | PJ–40 | "Uma Mão Lava a Outra! (Portugal)" "Toraiarumisshon! Shinkai Sensui Chōsa-dan! ! (トライアルミッション！深海潜水調査団！！)" | 19/11/2021           | Netflix 08/07/2022 Panda Kids 01/06/2022 |
| 1185 | PJ–41 | "Os Portais de Um Mundo Paralelo! (Portugal)" "Diaruga & Parukia! Jikū dai Ihen! ! (ディアルガ＆パルキア！時空大異変！！)" | 3/12/2021            | Netflix 08/07/2022 Panda Kids 02/06/2022 |
| 1186 | PJ–42 | "Confronto nos Portais de Um Mundo Paralelo! (Portugal)" "Diaruga & Parukia! Jikū Daisakusen! ! (ディアルガ＆パルキア！時空大決戦！！)"                                                                                          | 10/12/2021           | Netflix 08/07/2022 Panda Kids 03/06/2022 |